# Behind My Back
Behind My Back är Corduroy Utd.s debut-EP, utgiven 2002 på skivbolaget Summersound Recordings.

## Låtlista
1. "Behind My Back"
2. "I'm Growing, I'm Freezing"
3. "Here Comes the Summer"
4. "It's Time for Bed"

### Fotnoter
1. ↑  ”Behind My Back”. Svensk mediedatabas. http://smdb.kb.se/catalog/search?q=corduroy+utd.&x=0&y=0. Läst 1 mars 2012.